# Pervomaiski (Mostovskoi)
Pervomaiski - Первомайский (rus) és un khútor del krai de Krasnodar, a Rússia. Es troba a la desembocadura del riu Gubs al Khodz, afluent del Labà, de la conca hidrogràfica del Kuban. És a 5 km al sud-oest de Mostovskoi i a 155 km al sud-est de Krasnodar.
Pertany al possiólok de Mostovskoi.